# Omaha (fleuve)
Pour les articles homonymes, voir Omaha.

Le fleuve Omaha (en anglais : Omaha River) est un cours d’eau de la région d’Auckland dans l’Île du Nord de la Nouvelle-Zélande.

## Géographie
Il s’écoule vers le sud pour atteindre l’Océan Pacifique à l’extrémité ouest de Whangateau Harbour, à 3 km à l’ouest de la ville d’Omaha.
(en) Land Information New Zealand, « détail emplacement: Omaha (fleuve) », sur New Zealand Gazetteer